# دیدیه واواسور
دیدیه واواسور (فرانسوی: Didier Vavasseur‎؛ زادهٔ ۷ فوریهٔ ۱۹۶۱) قایقران کایاک، و قایقران اهل فرانسه است.